# Oligembia convergens
Oligembia convergens is een insectensoort uit de familie Teratembiidae, die tot de orde webspinners (Embioptera) behoort. De soort komt voor in Panama.
Oligembia convergens is voor het eerst wetenschappelijk beschreven door Ross in 1992.